# Livingston (Wisconsin)
Livingston es una villa ubicada en el condado de Grant en el estado estadounidense de Wisconsin. En el Censo de 2010 tenía una población de 664 habitantes y una densidad poblacional de 250,61 personas por km².

## Geografía
Livingston se encuentra ubicada en las coordenadas 42°54′0″N 90°26′1″O / 42.90000, -90.43361. Según la Oficina del Censo de los Estados Unidos, Livingston tiene una superficie total de 2.65 km², de la cual 2.65 km² corresponden a tierra firme y (0%) 0 km² es agua.

## Demografía
Según el censo de 2010, había 664 personas residiendo en Livingston. La densidad de población era de 250,61 hab./km². De los 664 habitantes, Livingston estaba compuesto por el 99.7% blancos, el 0.15% eran afroamericanos, el 0% eran amerindios, el 0% eran asiáticos, el 0% eran isleños del Pacífico, el 0% eran de otras razas y el 0.15% pertenecían a dos o más razas. Del total de la población el 0% eran hispanos o latinos de cualquier raza.